# Nunatak Ushuaia
Nunatak Ushuaia är en nunatak i Antarktis. Den ligger i Östantarktis. Argentina och Storbritannien gör anspråk på området. Toppen på Nunatak Ushuaia är 994 meter över havet.
Terrängen runt Nunatak Ushuaia är lite kuperad. Trakten är obefolkad. Det finns inga samhällen i närheten.